# سان دیماس (کالیفرنیا)
سان دیماس (به انگلیسی: San Dimas) شهری در شهرستان لس‌آنجلس، کالیفرنیا ایالت کالیفرنیا است که در سرشماری سال ۲۰۱۰ میلادی، ۳۳۳۷۱ نفر جمعیت داشته‌است.